# Idade Heroica da Exploração da Antártida

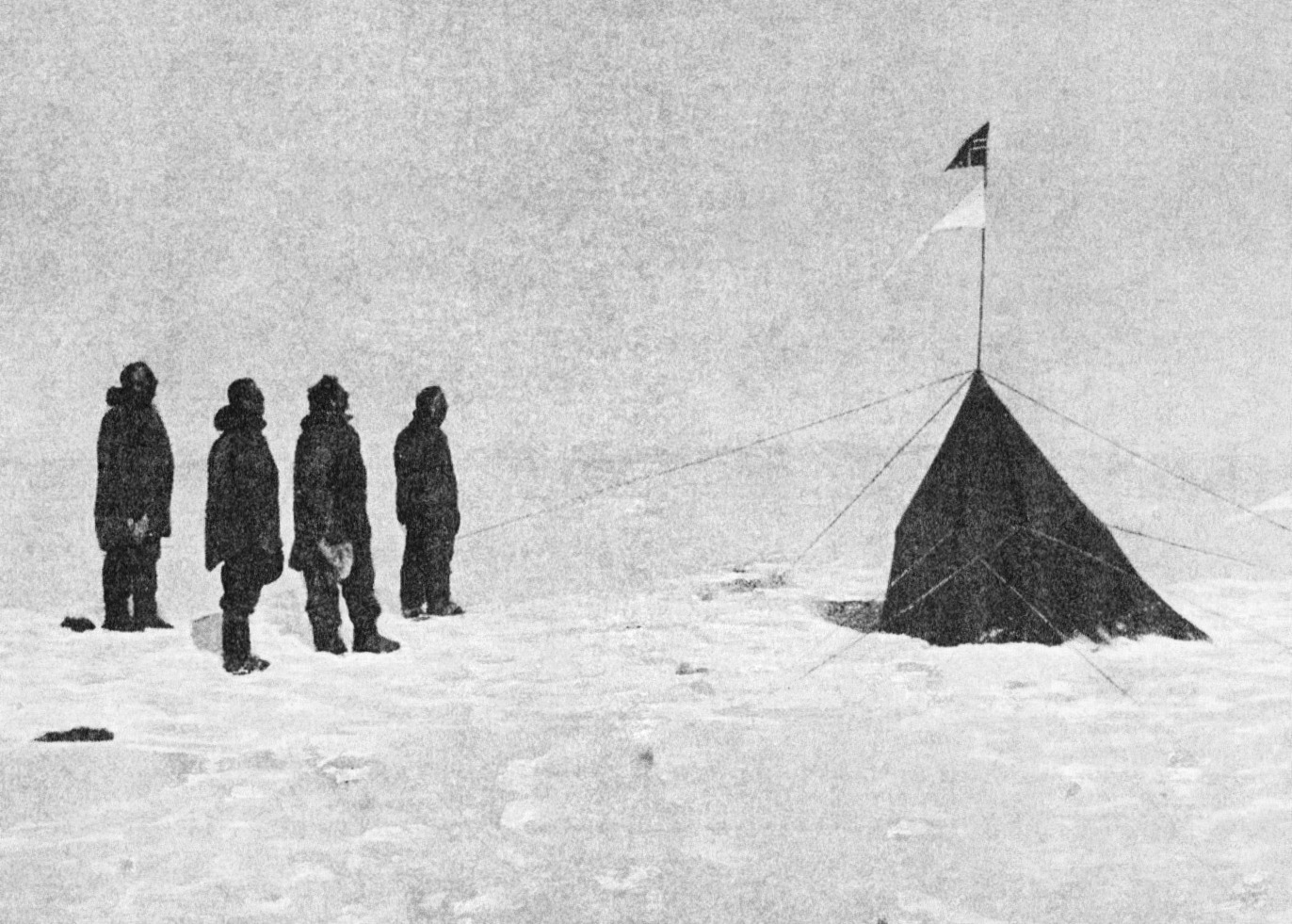
Expedição de Amundsen no Polo Sul

A Idade Heroica da Exploração da Antártida define um período de tempo entre o final do século XIX e o início da década de 1920. Durante este período de 25 anos, a Antártida tornou-se o objectivo das explorações geográficas e científicas internacionais. Ao longo deste período, foram várias as expedições, das quais se destacam 16 efectuadas por oito países. O factor comum a estas expedições eram os recursos limitados em transportes e comunicações. Esta falta de recursos testava as capacidades físicas e mentais dos exploradores, levando-os ao limite das suas forças e, por vezes, à morte. A designação posterior de "herói" vem reconhecer as adversidades que tinham de ser ultrapassadas por estes exploradores pioneiros, alguns dos quais não sobreviveram à experiência; durante este período, 17 membros das expedições perderam a vida.
Durante o curso destas expedições o polo sul magnético e o polo geográfico foram ambos atingidos. O facto de se ser o primeiro a chegar ao Polo Sul geográfico era o objectivo principal de algumas expedições, e o único de Roald Amundsen. No entanto, este não era o único da exploração polar nesta altura; várias expedições tinham objectivos definidos em áreas diferentes deste continente. O resultado de todas estas expedições foi a possibilidade de cartografar a linha de costa desta zona do planeta, e de explorar parte do seu interior. As expedições também tornaram possível reunir um elevado número de dados científicos em diversas áreas das ciências, cuja análise iria ocupar a comunidade científica durante décadas.

## Origem

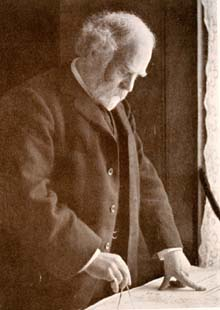
Sir John Murray

O impulso inicial da Idade Heroica da Exploração da Antártida tem origem numa conferência dada pela Real Sociedade Geográfica, em Londres, em 1893, por John Murray da Expedição Challenger, que explorou as águas da Antártida em 1872–76. Murray propôs que se organizasse uma nova expedição para  "resolver as principais questões geográficas do sul". Em agosto de 1895, o Sexto Congresso Internacional de Geografia, em Londres, pediu, através de uma resolução, a todas as sociedades científicas do mundo que promovessem a exploração da Antárctica "da forma que lhes parecesse mais eficaz". Esta iniciativa traria "mais-valias a quase todos os ramos da ciência". O congresso tinha sido dirigido por Carsten Borchgrevink, que tinha acabado de regressar de uma expedição em que foi o primeiro a pisar o continente Antárctico. Borchgrevink delineou planos para uma expedição em larga escala a este continente, com base em cabo Adare.
No entanto, a Idade Heroica foi inaugurada por uma expedição organizada pela Sociedade Geográfica Belga em 1897; seguiu-se a de Borchgrevink um anos depois, financiada por um privado. A designação "idade heroica" só apareceu mais tarde; o termo não é usado em nenhuma anterior descrição, relato, memória ou biografia de anteriores expedições, nos anos 1920 e 1930. Não é claro quando é que o termo foi utilizado pela primeira vez; foi usado em Março de 1956 pelo explorador britânico Duncan Carse, na revista The Times. Ao fazer a descrição da primeira passagem das ilhas Geórgia do Sul e Sandwich do Sul, em 1916, escreveu sobre "três homens da idade heroica da exploração da Antártida, com  50 pés de corda a ligá-los e uma plaina de carpinteiro".

## Idade Heroica da Exploração da Antártida, 1897–1922
Notas
1. Os resumos da tabela não incluem o trabalho científico levado a cabo pelas expedições.
2. A tabela não inclui viagens de caça à baleia, comuns neste período, ou expedições sub-Antárcticas  como as de Carl Chun em 1898–99, que não passou do círculo antárctico.[13] A expedição Cope, cancelada, de 1920–22, que terminou por falta de fundos, também não se encontra incluída, embora dois homens de um baleeiro norueguês tivessem desembarcado e passado um ano na península Antárctica.[14]
3. † assinala a morte do líder da expedição.

| Datas     | País           | Expedição name(s)                                                  | Navio(s)             | Líder                 | Resumo da expedição | Refs                 |
| --------- | -------------- | ------------------------------------------------------------------ | -------------------- | --------------------- | --- | -------------------- |
| 1897–99   | Bélgica        | Expedição Antártica Belga                                          | Belgica              | Adrien de Gerlache    | Primeira expedição a passar o Inverno no Círculo Polar Antártico, após o navio ter ficado preso no gelo no mar de Bellingshausen. A expedição efectuou um ano de observações. Alcançou a latitude 71°30'S e descobriu o estreito de Gerlache. | [ 2 ] [ 15 ] [ 16 ]  |
| 1898–1900 | Reino Unido    | Expedição Antártica Britânica de 1898 (Expedição Southern Cross)   | Southern Cross       | Carsten Borchgrevink  | Primeira expedição a passar o Inverno no continente Antárctico (cabo Adare), e a primeira a utilizar cães e trenós. Fez a primeira subida à plataforma de gelo Ross, e estabeleceu um recorde ao atingir a latitude de 78°30'S. Fez, também, os cálculos da localização do polo sul magnético. | [ 18 ] [ 19 ] [ 20 ] |
| 1901–04   | Reino Unido    | Expedição Antártica Nacional de 1901 (Expedição Discovery)         | Discovery Terra Nova | Robert Falcon Scott   | Fez a primeira subida às montanhas Ocidentais na Terra de Vitória e descobriu o planalto Antártico. Estabeleceu um novo recorde com a chegada à latitude 82°17'S. Recolheu informações sobre outros items geográficos, cartografando-os e atribuindo-lhes designações. Foi a primeira de várias expedições com base no estreito de McMurdo. | [ 22 ] [ 23 ] [ 24 ] |
| 1901–03   | Império Alemão | Primeira Expedição Antárctica Alemã (Expedição Gauss)              | Gauss                | Erich von Drygalski   | A primeira expedição a investigar a zona este da Antárctica, descobriu a costa da Terra de Kaiser Guilherme II, e o monte Gauss. O navio da expedição, Gauss, ficou preso no gelo o que limitou a exploração. | [ 25 ] [ 26 ] [ 27 ] |
| 1901–03   | Suécia         | Expedição Antárctica Sueca                                         | Antarctic            | Otto Nordenskiöld     | Esta expedição realizou investigações na costa este da Terra de Graham e ficou presa na ilha Snow Hill e ilha Paulet no mar de Weddell, após o afundamento do seu navio. Foram resgatados pelo navio de guerra argentino Uruguay. | [ 28 ] [ 29 ] [ 30 ] |
| 1902–04   | Reino Unido    | Expedição Nacional Antártica Escocesa                              | Scotia               | William Bruce         | Estabeleceu a estação meteorológica de Orcadasnas ilhas Órcades do Sul. O mar de Weddell foi explorado até uma latitude de 74°01'S, e a linha de costa da Terra de Coats foi descoberta, definindo os limites a este daquele mar. | [ 31 ] [ 32 ]        |
| 1903–05   | França         | Terceira Expedição Antártica Francesa                              | Français             | Jean-Baptiste Charcot | O seu objectivo principal era de ser uma expedição de salvamento do grupo de Nordenskiöld, no entanto, o principal papel desta expedição foi o mapeamento das ilhas da costa ocidental da Terra de Graham, na península Antártica. Uma secção da costa foi explorada e designada por Terra de Loubet em homenagem ao presidente da França, Émile Loubet. | [ 33 ] [ 34 ] [ 35 ] |
| 1907–09   | Reino Unido    | Expedição Antártica Britâncica de 1907 (Expedição Nimrod)          | Nimrod               | Ernest Shackleton     | Primeira expedição liderada por Shackleton. A sua base era no estreito de McMurdo. Foi a primeira a seguir uma rota entre a geleira Beardmore e o Polo Sul, e a utilizar, de forma ainda limitada, transporte motorizado. Atingiram a latitude 88°23'S, um novo recorde a 97 milhas náuticas do Polo. O Grupo Norte atingiu o local do polo sul magnético. | [ 36 ] [ 37 ] [ 38 ] |
| 1908–10   | França         | Quarta Expedição Antártica Francesa                                | Pourquoi-Pas? IV     | Jean-Baptiste Charcot | Continuou o trabalho das primeiras expedições, explorando o mar de Bellingshausen, e descobrindo novas ilhas e outras referências geográficas como a baía Margarida, a ilha Charcot, ilha Renaud, baía Mikkelsen e ilha Rothschild. | [ 33 ] [ 39 ]        |
| 1910–12   | Japão          | Expedição Antártica Japonesa                                       | Kainan Maru          | Nobu Shirase          | Primeira expedição não europeia. Explorou a costa da Terra do Rei Eduardo VII, e investigou o sector este da Grande Barreira de Gelo, atingindo a coordenada 80°5'S. | [ 40 ] [ 41 ]        |
| 1910–12   | Noruega        | Expedição de Amundsen ao Polo Sul                                  | Fram                 | Roald Amundsen        | Primeira ao Polo Sul: Amundsen estabeleceu uma base na Grande Barreira de Gelo, na baía das Baleias. Descobriu uma nova rota para o planalto polar através do Glaciar Axel Heiberg. Um grupo de cinco homens liderados por Amundsen atingiu o Polo Sul através desta rota, a 14 de Dezembro de 1911. | [ 42 ] [ 43 ] [ 44 ] |
| 1910–13   | Reino Unido    | Expedição Antártica Britânica de 1910 (Expedição Terra Nova)       | Terra Nova           | Robert Falcon Scott†  | A última expedição de Scott, baseada, como a primeira, no estreito de McMurdo. Scott e quatro companheiros atingiram o Polo Sul pela rota de Beardmore em 17 de Janeiro de 1912, 33 dias depois de Amundsen. Os cinco morreram na viagem de regresso devido a fome e frio. | [ 45 ] [ 46 ] [ 47 ] |
| 1911–13   | Império Alemão | Segunda Expedição Antártica Alemã                                  | Deutschland          | Wilhelm Filchner      | O objectivo era serem os primeiros a atravessar a Antárctica. Esta expedição foi a que mais penetrou no mar de Weddell em direção a sul, atingindo 77°45'S, onde descobriram a Costa Luitpold, a plataforma de gelo de Filchner-Ronne, e a baía de Vahsel. Não conseguiram estabelecer uma base na costa da qual pretendiam efectuar uma viagem através da plataforma continental e, após uma longa deriva no mar Weddell, regressaram às ilhas Geórgia do Sul e Sandwich do Sul. | [ 30 ] [ 48 ] [ 49 ] |
| 1911–14   | Austrália      | Expedição da Australásia na Antártica                              | Aurora               | Douglas Mawson        | A expedição concentrou-se na a costa antárctica entre cabo Adare e o monte Gauss, onde cartografaram e realizaram trabalhos de pesquisa na costa e em terra. As suas descobertas incluíram a baía Commonwealth, o glaciar Ninnis, o glaciar Mertz e a Terra da Raínha Maria. | [ 50 ] [ 51 ]        |
| 1914–17   | Reino Unido    | Expedição Transantártica Imperial                                  | Endurance            | Ernest Shackleton     | Nova tentativa de atravessar o continente. Não conseguiram desembarcar o grupo na costa do Mar de Weddell após o Endurance ter ficado encalhado e esmagado no gelo. A expedição conseguiu salvar-se após várias contrariedades que incluíram uma longa deriva num banco de gelo; uma viagem num barco de Shackleton; e a primeira viagem através das ilhas Geórgia do Sul e Sandwich do Sul.                                                                                      | [ 52 ] [ 53 ]        |
| 1914–17   | Reino Unido    | Grupo do Mar de Ross em apoio da Expedição Transantártica Imperial | Aurora               | Aeneas Mackintosh†    | O seu objectivo era estabelecer depósitos pela grande barreira de Gelo para abastecer o grupo que ia atravessar a Antártida desde o mar de Weddell. Todos os depósitos foram construídos mas, durante o processo, três homens perderam a vida, incluindo o líder. | [ 54 ]               |
| 1921–22   | Reino Unido    | Expedição Shackleton–Rowett                                        | Quest                | Ernest Shackleton†    | Os objectivos desta expedição eram gerais: mapeamento da costa; possível circum-navegação continental, investigação de ilhas sub-árcticas; e trabalhos oceanográficos. Após a morte de Shackleton a 5 de janeiro de 1922, o Quest ainda realizou mais alguns trabalhos antes de regressar a casa. | [ 55 ] [ 56 ]        |

## Vítimas durante este período
As expedições neste período provocaram 17 mortos. Destes, quatro morreram de doença não relacionadas com as expedições, e duas de acidentes na Nova Zelândia. Os restantes 11 faleceram durante as explorações, perto ou no interior do continente Antárctico.
| Expedição                                                | Nome                 | País        | Data da morte          | Local da morte                         | Causa                           | Refs                               |
| -------------------------------------------------------- | -------------------- | ----------- | ---------------------- | -------------------------------------- | ------------------------------- | ---------------------------------- |
| Expedição Southern Cross                                 | Nicolai Hansen       | Noruega     | 14 de outubro de 1899  | Cabo Adare, Antárctica                 | Problemas intestinais           | [ 57 ]                             |
| Expedição Discovery                                      | Charles Bonnor       | Reino Unido | 2 de dezembro de 1901  | Baía de Lyttelton, Nova Zelândia       | Queda do mastro do navio        | [ 58 ] [ 59 ]                      |
| Expedição Discovery                                      | George Vince         | Reino Unido | 11 de março de 1902    | Ilha de Ross, Antárctica               | Queda de um precipício          | [ 58 ] [ 59 ]                      |
| Expedição Nacional Antártica Escocesa                    | Allan Ramsey         | Reino Unido | 6 de agosto de 1903    | Ilhas Órcades do Sul                   | Doença cardiovascular           | [ 60 ]                             |
| Expedição Terra Nova                                     | Edgar Evans          | Reino Unido | 18 de february de 1912 | Glaciar, Antárctica                    | Fome e frio                     | [ 61 ] [ 62 ] [ 63 ] [ 64 ] [ 65 ] |
| Expedição Terra Nova                                     | Lawrence Oates       | Reino Unido | 17 de março de 1912    | Plataforma de gelo Ross, Antárctica    | Fome e frio                     | [ 61 ] [ 62 ] [ 63 ] [ 64 ] [ 65 ] |
| Expedição Terra Nova                                     | Robert Falcon Scott  | Reino Unido | 29 de março de 1912    | Grande Barreira de Gelo, Antarctica    | Fome e frio                     | [ 61 ] [ 62 ] [ 63 ] [ 64 ] [ 65 ] |
| Expedição Terra Nova                                     | Edward Wilson        | Reino Unido | 29 de março de 1912    | Grande Barreira de Gelo, Antarctica    | Fome e frio                     | [ 61 ] [ 62 ] [ 63 ] [ 64 ] [ 65 ] |
| Expedição Terra Nova                                     | Henry Bowers         | Reino Unido | 29 de março de 1912    | Grande Barreira de Gelo, Antárctica    | Fome e frio                     | [ 61 ] [ 62 ] [ 63 ] [ 64 ] [ 65 ] |
| Expedição Terra Nova                                     | Robert Brissenden    | Reino Unido | 17 de agosto de 1912   | Admiralty Bay, New Zealand             | Afogamento                      | [ 61 ] [ 62 ] [ 63 ] [ 64 ] [ 65 ] |
| Segunda Expedição Antártica Alemã                        | Richard Vahsel       | Germany     | 8 de agosto de 1912    | Mar de Weddell                         | Sífilis                         | [ 49 ] [ 66 ] [ 67 ]               |
| Expedição da Australásia na Antártica                    | Belgrave Ninnis      | Reino Unido | 14 de dezembro de 1912 | Terra de George V, Antárctica          | Queda numa fenda                | [ 68 ]                             |
| Expedição da Australásia na Antártica                    | Xavier Mertz         | Suíça       | 7 de janeiro de 1913   | Terra de George V, Antárctica          | Hipervitaminose A               | [ 68 ]                             |
| Expedição Transantártica Imperial (Grupo do Mar de Ross) | Arnold Spencer-Smith | Reino Unido | 9 de março de 1916     | Plataforma de gelo Ross, Antárctica    | Frio e escorbuto                | [ 69 ] [ 70 ]                      |
| Expedição Transantártica Imperial (Grupo do Mar de Ross) | Aeneas Mackintosh    | Reino Unido | 8 de Maio de 1916      | Estreito de McMurdo, Antárctica        | Queda num buraco de gelo do mar | [ 69 ] [ 70 ]                      |
| Expedição Transantártica Imperial (Grupo do Mar de Ross) | Victor Hayward       | Reino Unido | 8 de maio de 1916      | Estreito de McMurdo, Antárctica        | Queda num buraco de gelo do mar | [ 69 ] [ 70 ]                      |
| Expedição Shackleton–Rowett                              | Ernest Shackleton    | Reino Unido | 5 de janeiro de 1922   | Ilhas Geórgia do Sul e Sandwich do Sul | Doença cardiovascular           | [ 71 ]                             |

Morreram mais quatro homens pouco após terem regressado da Antárctida (não inclui mortes durante a Grande Guerra):
- Harlof Klovstad, médico na Expedição Southern Cross, 1898–1900, morreu de causa desconhecida em 1900.[72]
- Jorgen Petersen, imediato no Southern Cross, morreu em 1900 enquanto regressava no navio da Austrália.[72]
- Bertram Armytage, membro da Expedição Nimrod, 1907–09, suicidou-se em 12 de março de 1910.[73]
- Hjalmar Johansen, membro do grupo de Amundsen, 1910–12, suicidou-se em 9 de janeiro de 1913.[74]

## Final da Idade Heroica
Existem várias perspectivas sobre quando teria terminado este período. A expedição Endurance de Shackleton costuma ser referida como a última. Em outros casos, é a data da morte de Shackleton, a 5 de janeiro de 1922 o ponto final, durante a Expedição Shackleton–Rowett, ou expedição Quest, durante a qual Shackleton faleceu. De acordo com Margery e James Fisher, biógrafos de Shackleton: "se pudéssemos traçar uma linha entre o que se tem designado por a Idade Heroica da Exploração da Antártida e a Idade Mecânica, a expedição Shackleton–Rowett pode ser um bom ponto de partida como qualquer outro.". Um jornalista, depois de inspeccionar o navio antes da sua partida, relatou: "Gadgets! Gadgets! Gadgets por todo o lado!". Estes incluíam o cesto da gávea aquecido electricamente e um odómetro capaz de traçar e gravar a rota e a velocidade do navio.

A era heroica da exploração da Antárctida foi "heroica" porque tinha uma natureza anacrónica mesmo ante de se ter iniciado, os seus objectivos eram abstractos, as figuras centrais eram românticas, masculinas e frágeis, o seu drama era moral (importava o que era feito e como) e o seu ideal era a honra nacional. Foi um terreno que serviu para testar virtudes raciais de novas nações como a Noruega e a Austrália, e foi o último suspiro antes de a Europa se auto-destruir na Grande Guerra.
—  Tom Griffiths, Slicing the Silence: Voyaging to Antarctica